# بروما
بروما قرية صغيرة في ناحية كنسبا التابعة لمنطقة الحفّة في محافظة اللاذقية. بلغ عدد سكانها 121 نسمة حسب تعداد عام 2004.